# Motte castrale du Roc'h
La motte castrale du Roc’h est située sur le site du Roc'h à Arzano, dans le département français du Finistère.

## Historique
Il s’agit d’une motte castrale protégée par un fossé et jadis surmontée d’une tour de bois qui surveillait la vallée du Scorff. Cet ouvrage fortifié est le vestige d'une partie de l'ancienne forteresse de la Roche-Moisan.
La motte castrale du Roc'h fait l’objet d'une inscription au titre des monuments historiques depuis le 15 octobre 1995.

## Description
L’ensemble médiéval fortifié se situe sur un promontoire rocheux surplombant la vallée du Scorff et s’intègre dans le relief.  Il est formé d’une motte et d’une basse-cour au sud, l’ensemble s’étendant sur 5 000 m2 environ. Au sud, il était longé par un étang aujourd’hui disparu, protégeant le flanc opposé à la rivière.
D’une hauteur d’environ 15 mètres, la motte est de forme tronconique avec des flancs abrupts (50° environ). Elle a été créée en réaménageant le relief naturel par des remblais. Au sommet, une plateforme avec un muret de pierres se couvre peu à peu de broussailles. A l’ouest, elle est protégée par un fossé sec taillé dans la roche, profond de 3 à 4 mètres et large de 6 mètres environ. Il a sans doute été partiellement détruit par la route qui longe le tertre. 
La plateforme sommitale portant les vestiges d’un muret en pierre se couvre peu à peu de broussailles.

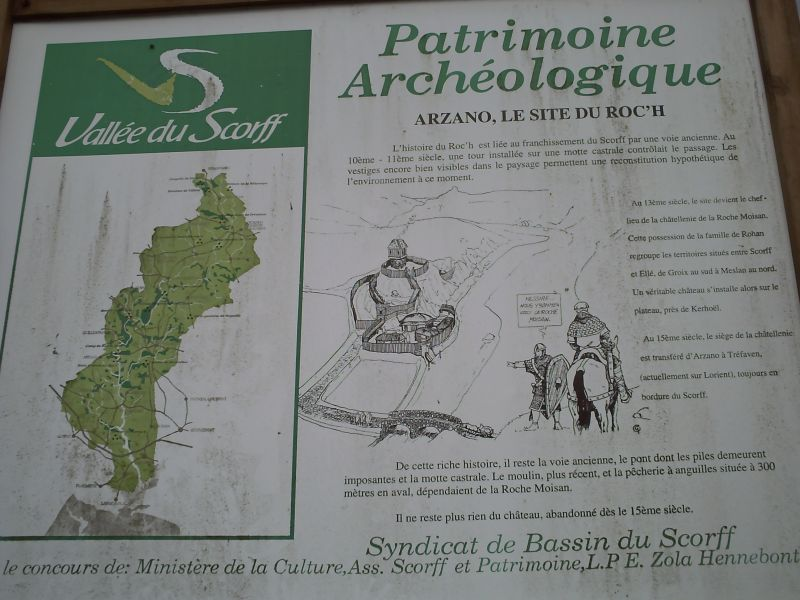
Panneau d’information.
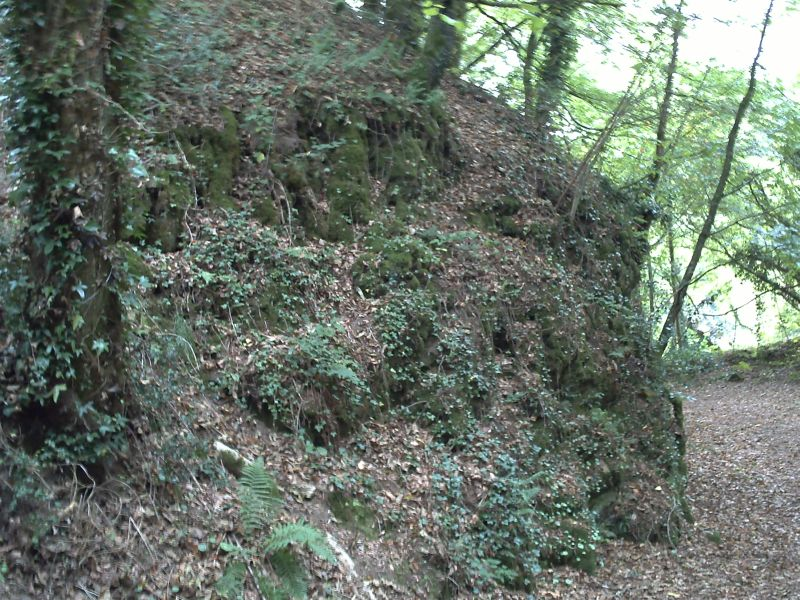
Vue de la motte.
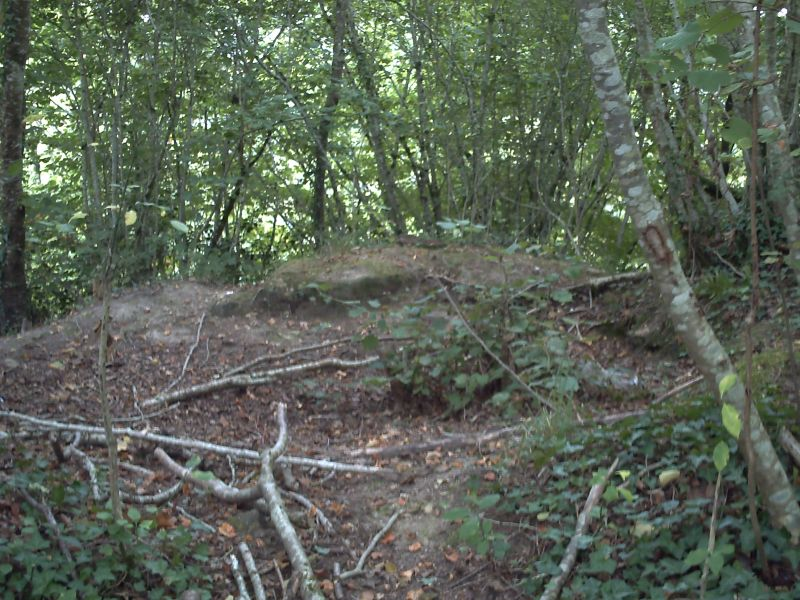
Sommet.